# Nathalie Becquart
Nathalie Becquart (Fontainebleau, 1969) è una religiosa francese, dal 6 febbraio 2021 sottosegretaria del Sinodo dei vescovi.

## Biografia
Nathalie Becquart è nata a Fontainebleau nel 1969. Laureatasi all'HEC Paris nel 1992, con una laurea in imprenditoria, si è offerta volontaria in Libano per un anno e poi ha lavorato per due anni come consulente nel marketing-comunicazione. Nel 1995 entra a far parte della Congregazione di Xavières. Dopo due anni di noviziato a Marsiglia, è andata in missione per tre anni nei quartieri della classe operaia con la squadra nazionale degli Scouts de France, responsabile del programma Plein Vent. Ha quindi studiato teologia e filosofia al Centre Sèvres (il seminario gesuita di Parigi) e sociologia presso la Scuola di Studi Avanzati nelle Scienze Sociali. In seguito ha seguito un corso di teologia presso la Boston College School of Theology and Ministry per specializzarsi in ecclesiologia conducendo ricerche sulla sinodalità. Dal 2019 lavora al Sinodo dei vescovi come consulente, il 6 febbraio 2021 viene nominata da papa Francesco sottosegretaria, diventando la prima donna con diritto di voto nel Sinodo.

## Opere
- 100 prières pour traverser la tempête, Parigi, Salvator, coll. « 100 prières », ottobre 2012 ISBN 978-2-7067-0959-3
- L'évangélisation des jeunes, un défi: Église@jeunes2.0, Parigi, Salvator, maggio 2013 ISBN 978-2-7067-1020-9
- Religieuse, pourquoi? Cette vie en vaut la peine!, Parigi, Salvator, marzo 2017 ISBN 978-2-7067-1480-1
- L'esprit renouvelle tout, Parigi, Salvator, febbraio 2020